# 江戸川台駅
江戸川台駅（えどがわだいえき）は、千葉県流山市江戸川台東一丁目にある、東武鉄道野田線（東武アーバンパークライン）の駅。駅番号はTD 20。

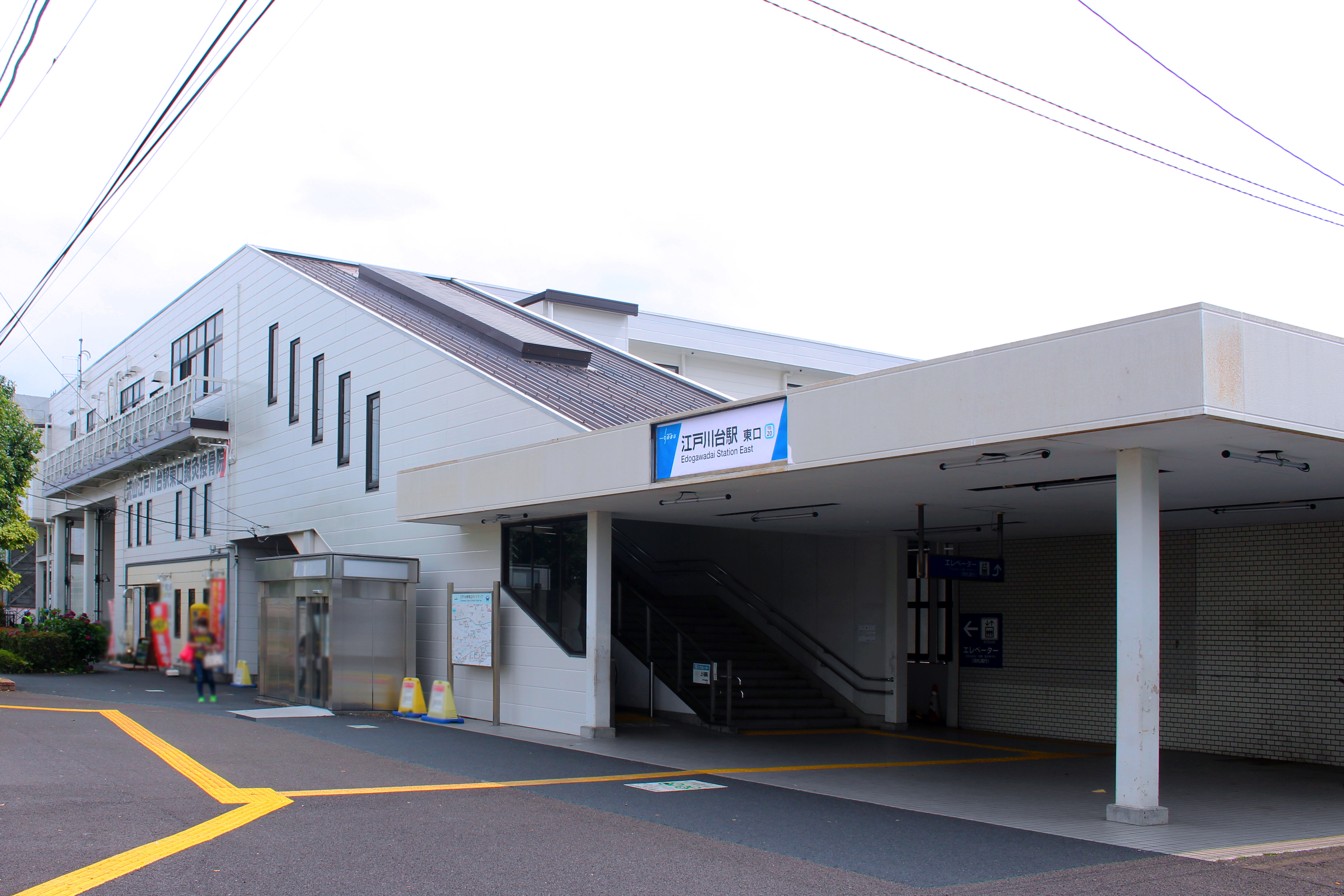
東口（2024年6月）

## 歴史
- 1958年（昭和33年）2月16日：開設[1]。
- 1985年（昭和60年）：橋上駅舎化。
- 2001年（平成13年）7月11日：当駅 - 東京駅間で高速バス運行開始[2]。
  - 東武バスとJRバス関東による共同運行であった[2] が、2006年（平成18年）2月28日限りで廃止された。
- 2008年（平成20年）10月10日：発車メロディ導入。
- 2010年（平成22年）6月26日：発車標使用開始。
- 2012年（平成23年）3月17日：TD 20の駅ナンバリング導入。

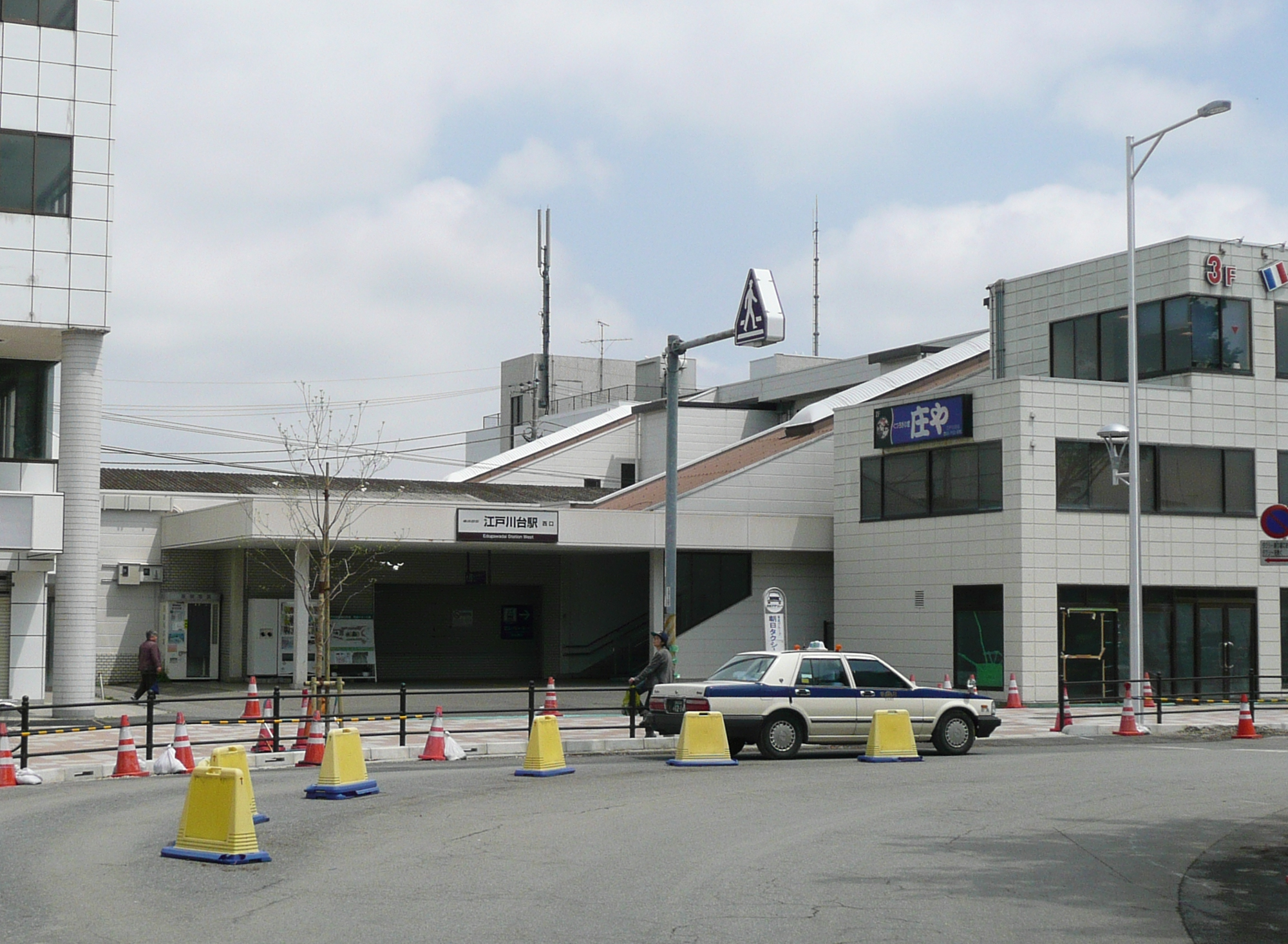
駅名看板変更前の西口（2012年4月）
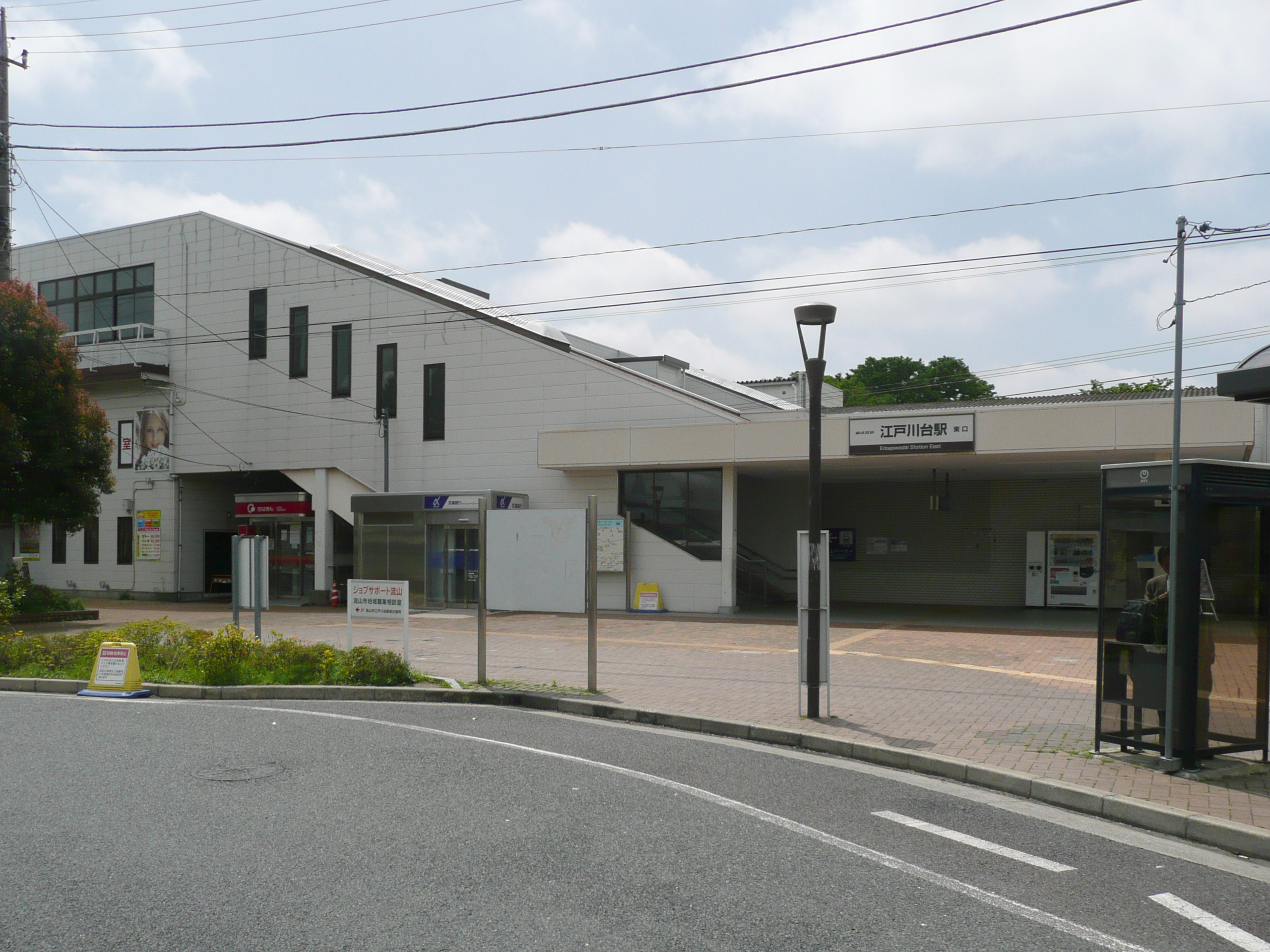
駅名看板変更前の東口（2012年4月）

## 駅構造
相対式ホーム2面2線を有する地上駅。橋上駅舎を備える。東口・西口及び各ホームとコンコース間を連絡するエスカレーター・エレベーターが各1基設置されている。トイレは改札内コンコース部にあり、多機能トイレを併設する。以前は各出口階段横に連絡する車椅子用スロープが存在していたが、エレベーター新設工事の際に移設され、整備完了後にエレベーターまでの通路へ転用された。
駅舎内には自動券売機・自動改札機・公衆電話がある。
旧駅舎は各ホーム毎に配置され、跨線橋や構内踏切など改札内での各ホーム間連絡手段は存在しない珍しい形態の駅であった。
当駅は複線区間にありながら、信号機閉塞割り関係で、出発相当となる閉塞信号機が無い。発車の際の喚呼は、知らせ灯・ブザー合図・次駅停車確認のみである。

### のりば
| 番線 | 路線                     | 方向 | 行先     |
| ---- | ------------------------ | ---- | -------- |
| 1    | 東武アーバンパークライン | 上り | 大宮方面 |
| 2    | 東武アーバンパークライン | 下り | 柏方面   |

画像

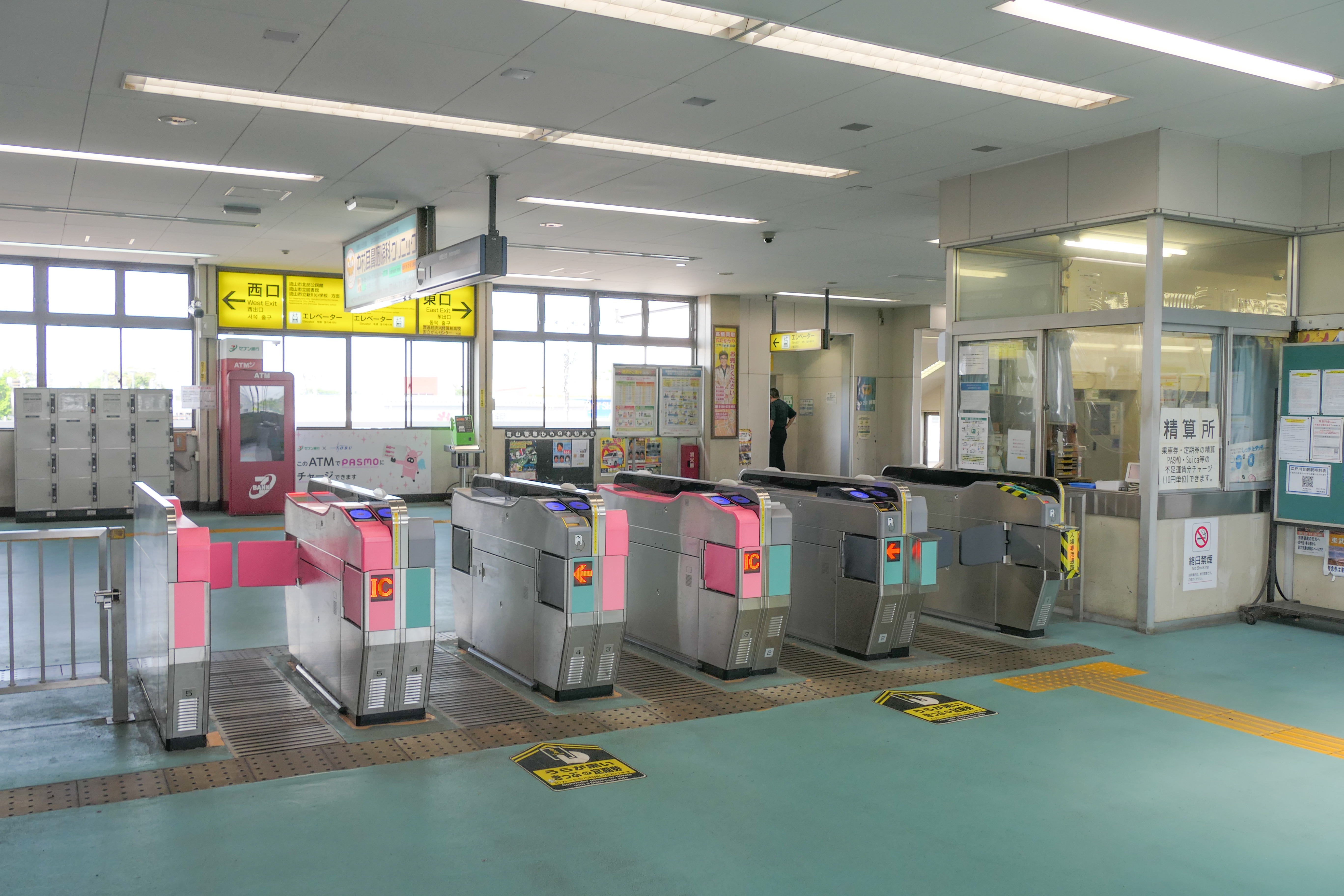
改札口（2022年5月）
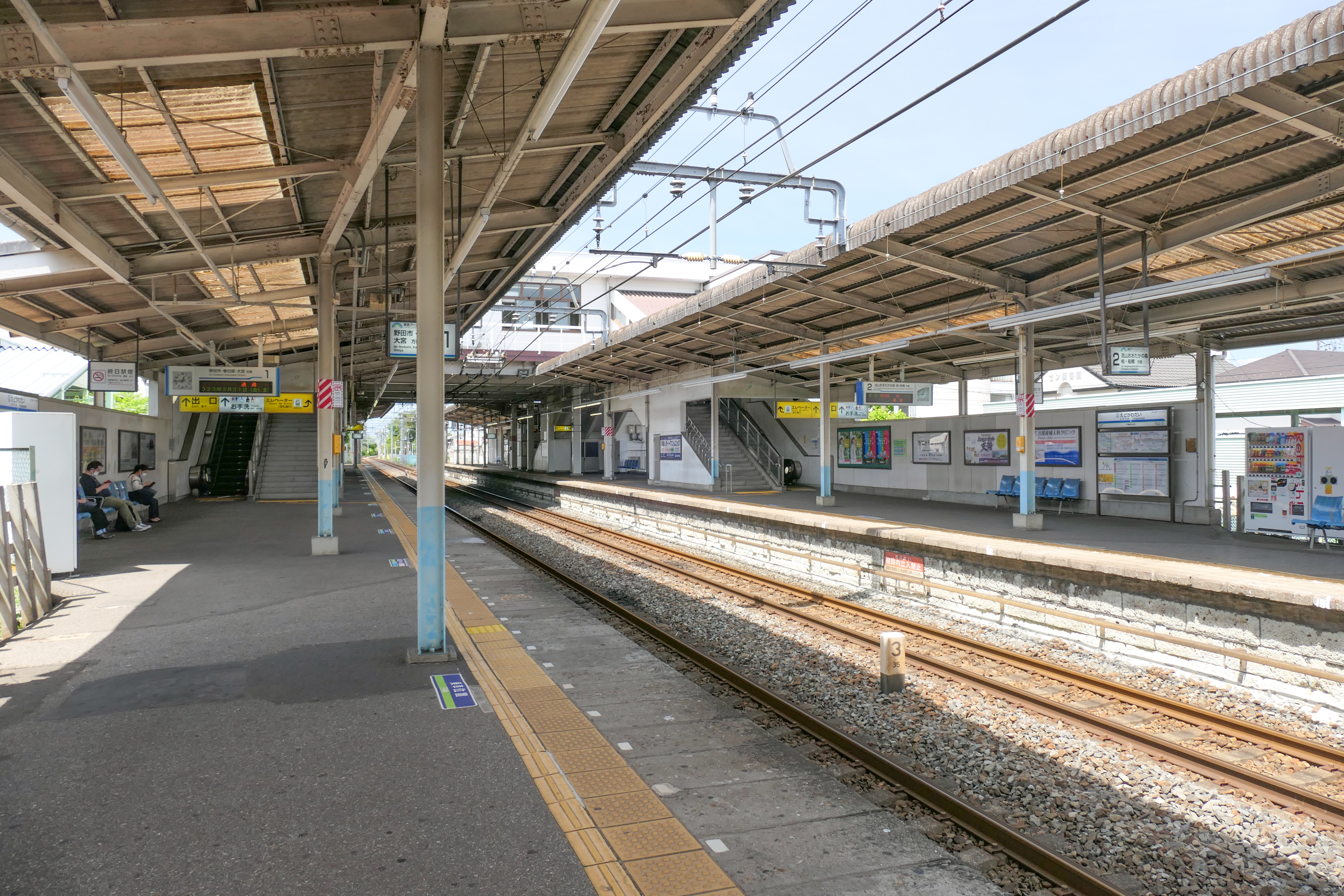
駅ホーム（2022年5月）

## 利用状況
2024年度（令和6年度）の1日平均乗降人員は23,221人である。
近年の1日平均乗降・乗車人員の推移は以下の通り｡
| 年度               | 1日平均 乗降人員 | 1日平均 乗車人員 | 出典       |
| ------------------ | ---------------- | ---------------- | ---------- |
| 1985年（昭和60年） |                  | 13,770           |            |
| 1990年（平成02年） |                  | 16,428           |            |
| 1995年（平成07年） |                  | 16,522           |            |
| 2000年（平成12年） |                  | 15,249           |            |
| 2001年（平成13年） | 29,790           | 14,915           |            |
| 2002年（平成14年） | 29,102           | 14,564           |            |
| 2003年（平成15年） | 28,746           | 14,368           |            |
| 2004年（平成16年） | 28,266           | 14,116           |            |
| 2005年（平成17年） | 27,746           | 13,812           |            |
| 2006年（平成18年） | 27,492           | 13,591           |            |
| 2007年（平成19年） | 27,501           | 13,587           |            |
| 2008年（平成20年） | 26,879           | 13,292           |            |
| 2009年（平成21年） | 25,890           | 12,827           |            |
| 2010年（平成22年） | 25,176           | 12,477           |            |
| 2011年（平成23年） | 24,655           | 12,285           |            |
| 2012年（平成24年） | 24,883           | 12,386           |            |
| 2013年（平成25年） | 25,161           | 12,516           |            |
| 2014年（平成26年） | 24,446           | 12,160           |            |
| 2015年（平成27年） | 24,393           | 12,137           |            |
| 2016年（平成28年） | 24,361           | 12,151           |            |
| 2017年（平成29年） | 24,425           | 12,187           |            |
| 2018年（平成30年） | 24,345           | 12,148           |            |
| 2019年（令和元年） | 24,035           |                  |            |
| 2020年（令和 2年） | 18,270           |                  |            |
| 2021年（令和 3年） | 19,748           | 9,856            | [ 東武 3 ] |
| 2022年（令和 4年） | 21,348           | 10,648           | [ 東武 4 ] |
| 2023年（令和05年） | 22,688           | 11,313           | [ 東武 5 ] |
| 2024年（令和06年） | 23,221           | 11,588           | [ 東武 1 ] |

## 駅周辺

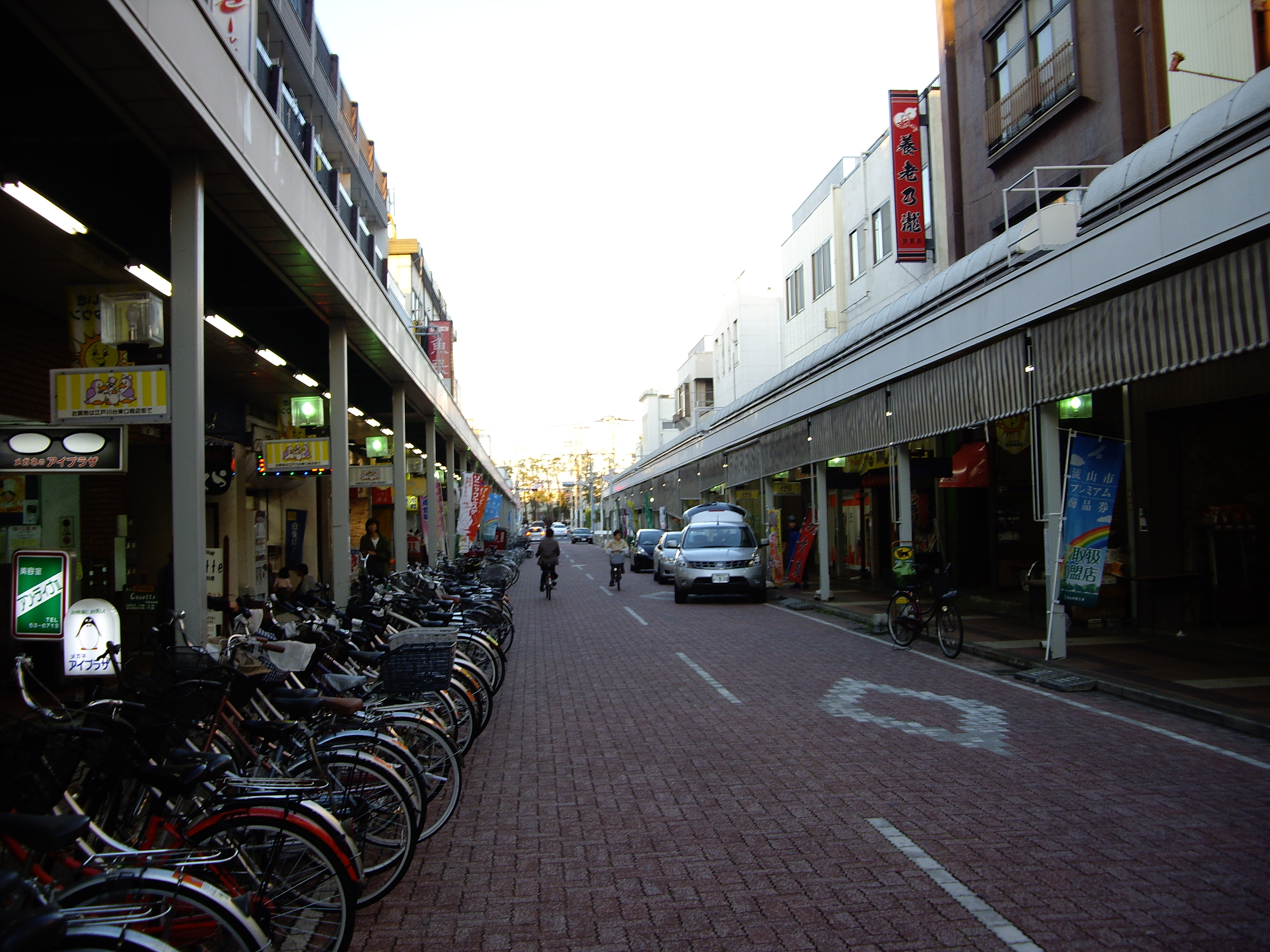
江戸川台東口駅前商店街（2009年11月）

東口・西口駅前にはロータリーが整備されている。駅東側には商店街が広がる。西側には千葉県道5号松戸野田線・流山街道が走り、南側には常磐自動車道（流山インターチェンジ・柏インターチェンジ）が走る。

### 西口

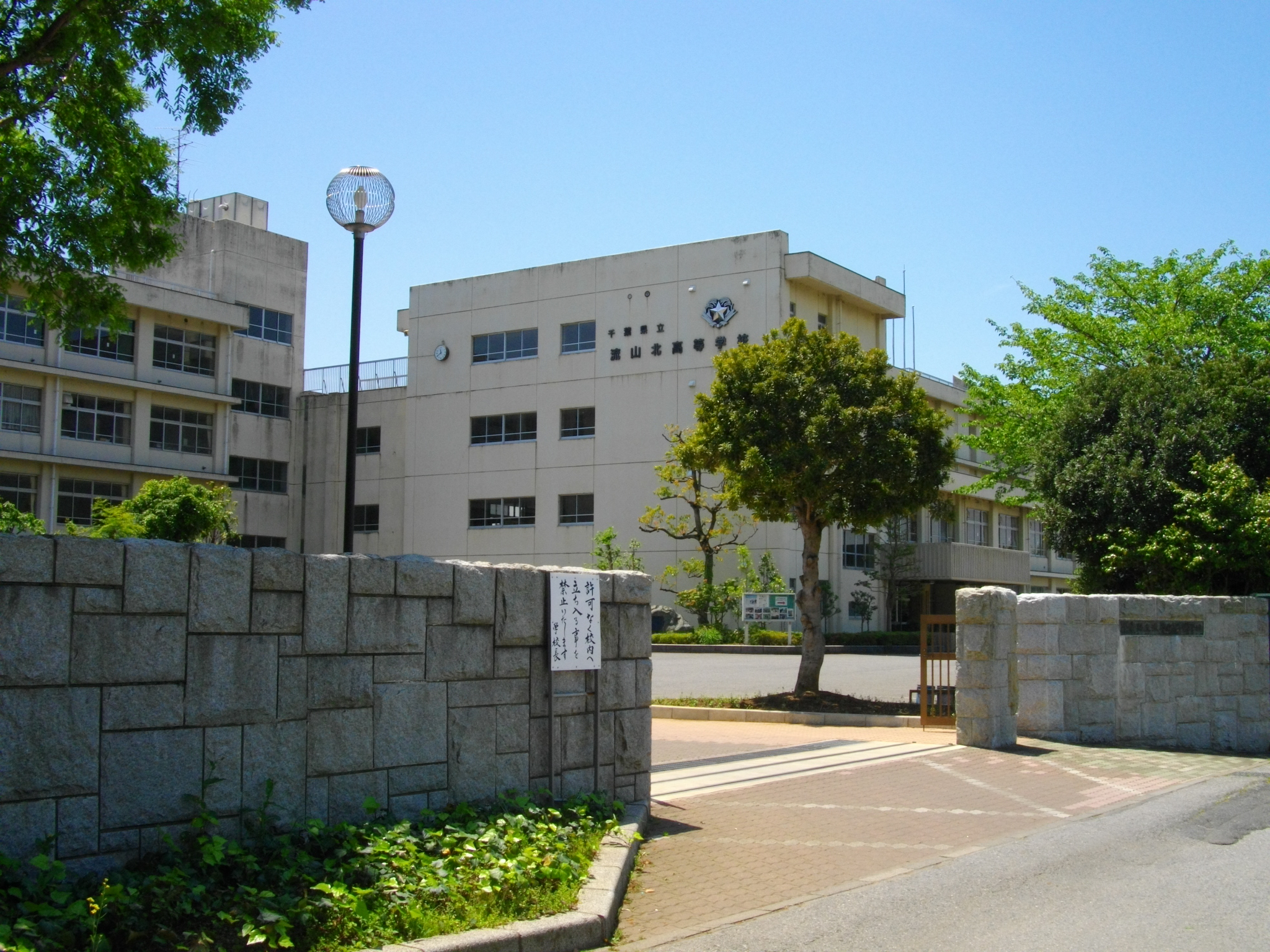
千葉県立流山北高等学校

流山市江戸川台西・富士見台・中野久木・美原方面
- 流山市北部公民館
  - 流山市中央図書館 北部分館
- 流山警察署 江戸川台交番
- 流山市消防本部 北消防署
- 千葉県立流山北高等学校
- 流山市立東深井中学校
- 流山市立北部中学校
- 流山市立新川小学校
- 生涯大学校 江戸川台校舎
- 流山富士見台郵便局
- JAとうかつ中央 新川支店
- 千葉銀行 江戸川台支店
- 京葉銀行 江戸川台支店
- 流山民主商工会
- ジェーソン 江戸川台店
- トップフレッシュマーケット 江戸川台店
- ビッグ・エー 流山江戸川台西店
- トライアルbox 江戸川台店
- 主婦の店いずみ 江戸川台店
- ウエルシア薬局 流山美原店
- しまむら 江戸川台店
- ビバホーム 江戸川台店
- 愛宕ふれあいの森
- 中野久木散策の森

### 東口

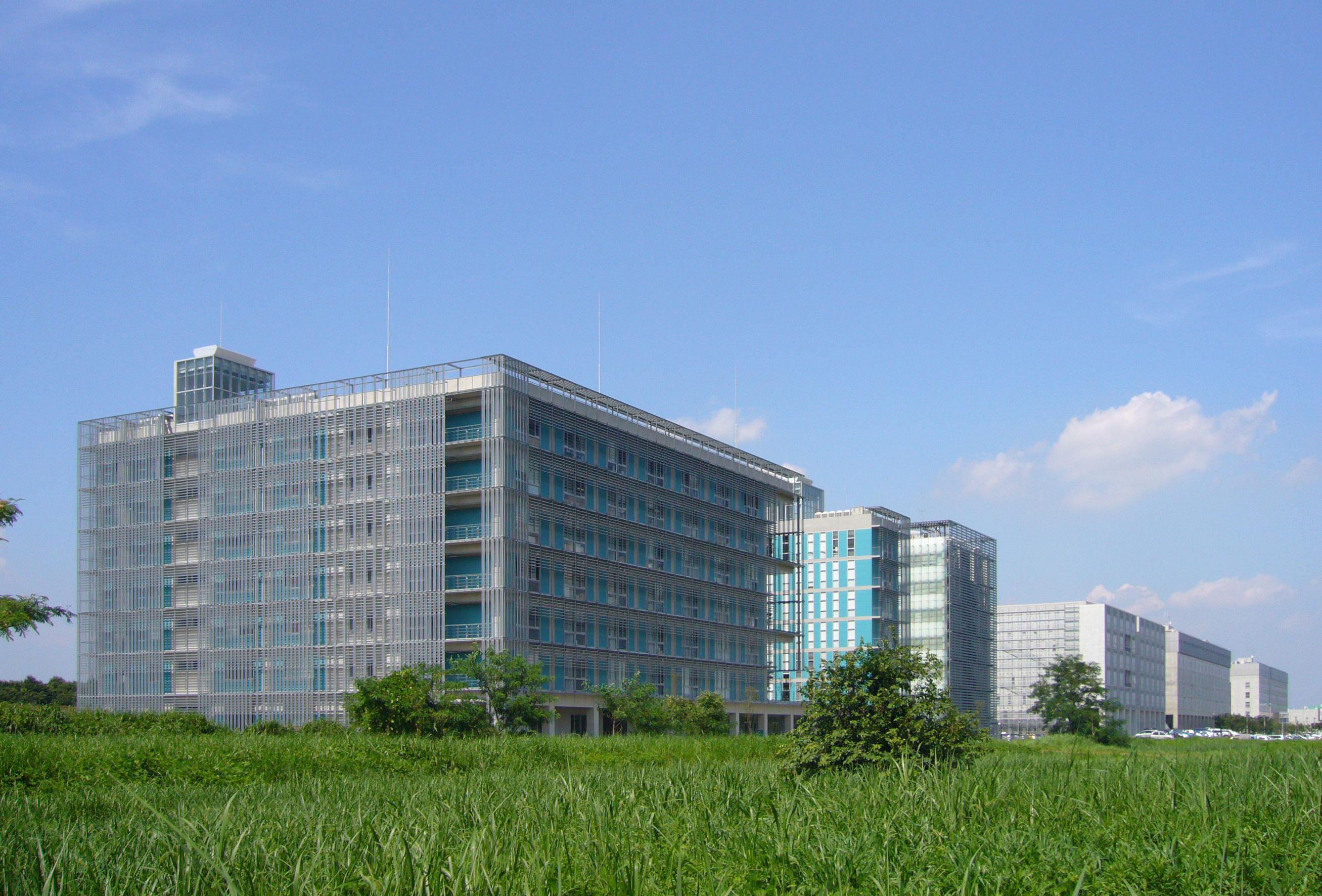
東京大学（柏キャンパス）

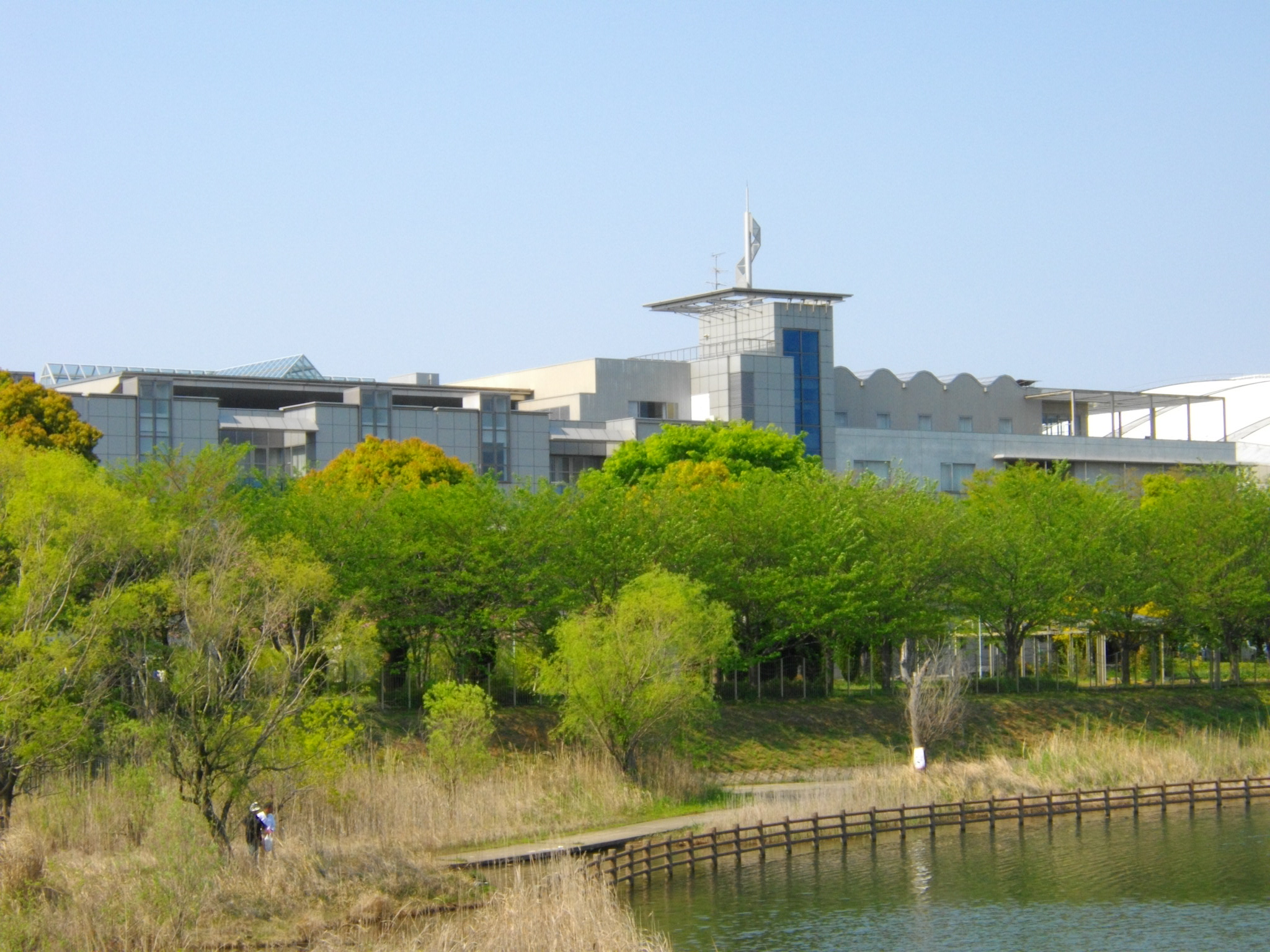
さわやかちば県民プラザ

流山市江戸川台東・こうのす台・柏市西原・みどり台方面
- 流山市役所 江戸川台駅前出張所
- 柏市西原近隣センター
  - 柏市立図書館 西原分館
- 東京大学 柏キャンパス（徒歩約27分、最寄駅は柏の葉キャンパス駅）
  - 新領域創成科学研究科
  - 物性研究所
  - 宇宙線研究所
- 流山市立江戸川台小学校
- 流山市立東深井小学校
- 流山江戸川台郵便局
- 柏みどり台郵便局
- 千葉興業銀行 江戸川台支店
- 東京ベイ信用金庫 江戸川台支店
- フードマーケットカドヤ 流山江戸川台店
- 京北スーパー 江戸川台店
- ヨークマート 江戸川台店
- ヨークマート 柏の葉公園店
- マツモトキヨシ 柏の葉公園店
- シャトレーゼ 江戸川台店
- ケーヨーデイツー 柏の葉公園店
- 日本キリスト合同教会 江戸川台教会

## バス路線
西口からは流山駅・流山おおたかの森駅方面、東口からは柏市西原・柏の葉方面の路線バスが発着する。また、東口・西口双方から、流山市のコミュニティバスである「流山ぐりーんバス」が発着する。停留所名は西口が「江戸川台駅」（京成バス）と「江戸川台駅西口」（東武バス・流山ぐりーんバス）、東口は「江戸川台駅東口」である。
なお、江戸川台駅東口の東武バス乗り場は2024年11月に乗り場番号が追加された。
| 乗場 | 番号              | 系統番号         | 行先                                      | 運行会社          |
| ---- | ----------------- | ---------------- | ----------------------------------------- | ----------------- |
| 西口 | 1番               | 江戸川台西ルート | 【循環】江戸川台駅西口                    | ■京成バス（松戸） |
| 西口 | 2番               | 松71             | 南流山駅・松戸営業所・松戸駅              | ■京成バス（松戸） |
| 西口 | 2番               | 松73             | 松戸駅                                    | ■京成バス（松戸） |
| 西口 | 3番（ちばぎん前） | 西柏12           | GLP ALFALINK流山2・流山おおたかの森駅西口 | ■東武バス（西柏） |
| 東口 | 1番（ちば興銀前） | 江戸川台東ルート | 【循環】江戸川台駅東口                    | ■東武バス（西柏） |
| 東口 | 1番（ちば興銀前） | 西柏06           | 流山おおたかの森駅東口                    | ■東武バス（西柏） |
| 東口 | 2番（JAビル前）   | 西柏04・西柏10   | 柏の葉キャンパス駅西口                    | ■東武バス（西柏） |
| 東口 | エドパチ向かい    | スクールバス     | 流通経済大学付属柏中学校・高等学校        | ■東武バス（西柏） |

## 隣の駅
東武鉄道
 東武アーバンパークライン
■急行
通過
■区間急行・■普通
運河駅 (TD 19) - 江戸川台駅 (TD 20) - 初石駅 (TD 21)

### 利用状況
東武鉄道の1日平均乗降人員
1. 1 2 3  『駅別乗降人員 2024年度』（PDF）（レポート）東武鉄道、10頁。オリジナルの2025年5月19日時点におけるアーカイブ。2025年5月29日閲覧。
2. ↑  “駅情報（乗降人員）”.   東武鉄道. 2023年6月16日閲覧。
3. ↑  『駅別乗降人員 2021年度』（PDF）（レポート）東武鉄道、2024年、10頁。オリジナルの2024年5月18日時点におけるアーカイブ。
4. ↑  『駅別乗降人員 2022年度』（PDF）（レポート）東武鉄道、2024年、10頁。オリジナルの2024年5月18日時点におけるアーカイブ。
5. ↑  『駅別乗降人員 2023年度』（PDF）（レポート）東武鉄道、2024年、10頁。オリジナルの2024年5月18日時点におけるアーカイブ。